# Bouchra Fatima Zohra Hirech
Bouchra Fatima Zohra Hirech, née le 22 août 2000, est une haltérophile algérienne.

## Carrière
Elle est médaillée de bronze des Championnats d'Afrique d'haltérophilie 2016 dans la catégorie des moins de 75 kg.
Elle participe aux Jeux olympiques d'été de 2016 dans la catégorie des plus de 75 kg, et termine 15e.
Elle est nommée meilleure athlète espoir de l'année 2016 en Algérie, à l'occasion de la troisième édition des Algerian Olympic and Sports Awards organisée par le Comité olympique algérien.
Elle est sacrée championne d'Afrique dans la catégorie des moins de 90 kg en 2018 et médaillée de bronze des moins de 81 kg aux Championnats d'Afrique d'haltérophilie 2019.
Elle est médaillée de bronze à l'arraché, à l'épaulé-jeté et au total dans la catégorie des moins de 87 kg aux Jeux africains de 2019.
Elle est triple médaillée d'or aux championnats d'Afrique 2021 à Nairobi dans la catégorie des moins de 81 kg.
Elle est médaillée d'or à l'épaulé-jeté et médaillée d'argent à l'arraché ainsi qu'au total dans la catégorie des moins de 76 kg aux Championnats d'Afrique 2023 à Tunis,.